# 칸그란데 2세 델라 스칼라
칸그란데 2세 델라 스칼라(이탈리아어: Cangrande II della Scala, 1332년 6월 8일 - 1459년 12월 14일)는 1351년부터 그의 사망때까지의 베로나의 군주이다.
그의 아버지 마스티노 2세 델라 스칼라가 사망한 후인 1351년에 그는 베로나와 비첸차의 군주권을 상속했으며, 처음에는 그의 작은 아버지인 안토니오의 섭정 하에 있었다. 1350년에 그는 신성 로마 제국 황제 루트비히 4세와 에노 여백작 마르그리트 2세 드 에노의 딸인 엘리사베트와 혼인하였다.
칸 라비오소(Can Rabbioso, "미친개")라는 별명이 붙었던 칸그란데는 철권 통치로 베로나를 다스렸으며, 그의 사생아를 위해 재산을 축적하고 베로나를 빈곤하게 만들었다. 이는 내분을 야기하여, 의심스러워하던 칸그란데가 그의 주위에 브란덴부르크 용병들을 동해시키게하였다. 하지만 이것이 파도바의 다 카라라 가문의 도움을 받은 그의 형제 칸시뇨리오의 암살을 막지는 못했으며, 동생은 권좌를 차지하였다.
칸그란데는 안전 장소와 베로나에서 그를 상대로 반란이 일어날 때 독일로의 안전 통로를 위한 성 한 채와 요새화된 다리(카스텔베키오, 카스텔베키오 다리)를 가지고 있었다.
그의 자녀들은 다음과 같다:
- 안토니아 델라 스칼라(Antonia della Scala, 1400년 사망) : 베르나보 비스콘티와 베아트리체 레지나 델라 스칼라의 아들인 마스티노 비스콘티(Mastino Visconti)와 혼인했다.
- 클레오파 델라 스칼라(Cleofa della Scala, 1403년 사망) : 마스티노의 동생인 잠마스티노 비스콘티(Giammastino Visconti)와 혼인했다.

| 이전 마스티노 2세 | 베로나, 비첸차의 군주 1351년–1359년 | 이후 칸시뇨리오 파올로 알보이노 |